# درازگودال مکران

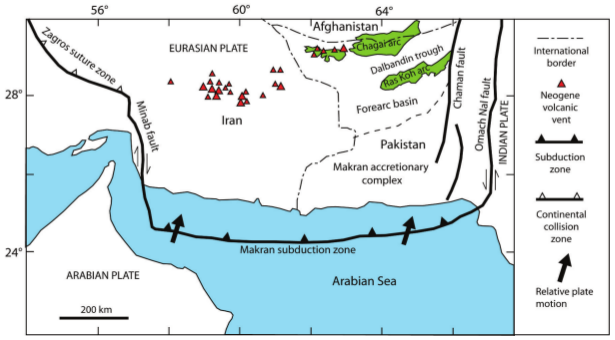
منطقه فرورانشی مکران

درازگودال مکران (انگلیسی: Makran Trench) یک چاله فیزیوگرافی ناشی از وجود منطقه فرورانش در امتداد حاشیه شمال شرقی دریای عمان و در نزدیکی ساحل ایالت بلوچستان پاکستان و سواحل جنوب شرقی ایران است. در این محل پوسته اقیانوسی صفحه عربستان به زیر پوسته قاره‌ای صفحه اوراسیا رانده می‌شود.

## زمین‌ساخت
در منطقه مکران، پوسته عربستان با سرعت تقریبی ۴ سانتی‌متر در سال به زیر پوسته اوراسیا فرو رانده می‌شود. این فرورانش به همراه گوه برافزایشی رسوبات از زمان نوزیستی فعال بوده‌است. درازگودال مکران از سمت غرب توسط گسل میناب به گسل سراسری زاگرس می‌پیوندد و از سمت شرق با گسل‌های امتدادلغز ترافشارشی اورانچ-نال و چامان که به کوه‌زایی هیمالیا می‌پیوندد، محدود می‌شود.

## ویژگی‌ها
در مجموعه برافزایشی مکران گل‌فشان‌های متعددی وجود دارد که از آنها آب و گاز متان خارج می‌شود. این گل‌فشان‌ها هم در سواحل ایران و هم در سواحل پاکستان یافت می‌شود. تصور می‌شود که تشکیل جزیره زلزله پس از زمین‌لرزه بلوچستان (۱۳۹۲) ناشی از فعالیت یک گلفشان باشد.

## زمین‌لرزه‌ها
- زمین‌لرزه بلوچستان (۱۹۴۵ میلادی) به بزرگی ۸/۱ ریشتر که در ۲۸ نوامبر رخ داد و باعث وقوع سونامی در سواحل مکران شد.
- زمین‌لرزه ۵ اوت ۱۹۴۷ با بزرگی ۷/۳ ریشتر